# Rosheim
Rosheim er en by og en kommune i departementet Bas-Rhin i den franske region Alsace.

Rosheim er en af byerne på Vinruten i Alsace.
48°29′48″N 7°28′10″Ø / 48.4967°N 7.4694°Ø